# Elatostema bojongense
Elatostema bojongense är en nässelväxtart som beskrevs av H. Schröter. Elatostema bojongense ingår i släktet Elatostema och familjen nässelväxter. Inga underarter finns listade i Catalogue of Life.